# Арматийская икона Божией Матери
Арматийская икона Божией Матери (Амартийская) — почитаемая в православии икона Богородицы.
Происхождение иконы связано с местностью в Константинополе, получившей название от племянника императора Василиска военного магистра Арматия — греч. ἐν τοῖς ̓Αρματίου («в Арматиевых»). Там находилась церковь, из которой и происходит данная икона. Часто Арматийская икона, из-за схожести названий, смешивалась с Амастрийской иконой Божией Матери, происходящей из Амастрийской обители на Чёрном море. Сказаний о чудесах Арматийской иконы не сохранилось.
Икона относится к иконописному типу Одигитрия. Особенностью иконографии является то, что Богомладенец стоит вполоборота от Богородицы. Дева Мария обнимает и поддерживает Его, касаясь левой, согнутой в локте руки, а Иисус обнимает Её правой ручкой. Существует извод на котором лики Богомладенца и Богородицы прижаты друг другу.
В России в XVIII—XIX вв. икона была широко распространена в форме гравюр и духовных листков с чтимыми образами Богоматери. Чаще всего имела подпись — «Амартийская».
Празднование иконе совершается 21 июля и 17 августа по юлианскому календарю. Предание, что празднование 17 августа было установлено в честь победы над иконоборцами, известно только с XIX века.